# RQ-4 Global Hawk
El Northrop Grumman RQ-4 Global Hawk és un vehicle aeri no tripulat de reconeixement. És el resultat d'una sèrie de projectes que van començar a la dècada dels 60 per millorar l'autonomia dels drons i oferir un substitut als avions espia tripulats, com el Lockheed U-2. El desenvolupament de l'RQ-4 es va encarregar a Ryan Aeronautical, avui en dia part de Northrop Grumman, i va començar el 1994, amb la denominació de Tier II+.
El Global Hawk és controlat per dos pilots i un operador de sensors, fent servir múltiples sistemes de comunicació per satèl·lit i freqüències ultraaltes. El fuselatge, amb configuració de planador, està fet amb materials compostos de grafit, una estructura interna central d'alumini i els radoms estan fets amb un compòsit de fibra de vidre. L'aeronau és impulsada per un turboventilador Rolls-Royce-North American F137-RR-100, que s'alimenta d'un dipòsit de combustible amb una capacitat de 7.847 kg. Aquesta configuració va establir un rècord d'autonomia l'any 2014 recorrent 22.780 km durant més de 34 hores. Per dur a terme les missions de reconeixement, el Global Hawk va equipat amb un equip de sensors dissenyat per Raytheon que inclou càmeres electro-òptiques, d'infrarojos, radar d'obertura sintètica i un disc dur d'estat sòlid per emmagatzemar les dades.
Els RQ-4 Global Hawk van entrar en servei de forma precipitada a les Forces Aèries dels Estats Units d'Amèrica després dels atemptats de l'11 de setembre de 2001, només tres anys després de volar per primer cop. Van ser usats àmpliament per fer reconeixement abans de la Guerra de l'Afganistan, i més endavant a l'Iraq. Els sobrecostos van causar que les adquisicions d'aquest vehicle es reduïssin de 63 vehicles a 45. El preu estimat l'any 2001 era de 60,9 M$, però s'acabaria elevant fins als 222,7 M$ per vehicle l'any 2013, incloent les despeses de desenvolupament. Des del 2010 la NASA ha adquirit alguns dels primers models de Global Hawk per prendre mesures atmosfèriques. La Marina dels Estats Units d'Amèrica està introduint actualment una versió per a reconeixement naval anomenada MQ-4C Triton, s'espera que siguin desplegats al conflicte territorial a la mar de la Xina meridional.

## Desenvolupament
Les Forces Aèries dels Estats Units d'Amèrica es van interessar en el desenvolupament de drons d'elevada autonomia com a alternativa als avions espia tripulats a la dècada dels 60. La introducció dels míssils soviètics S-200 (SA-5 Gammon) suposaven un perill pels avions espia Lockheed SR-71 Blackbird i Lockheed U-2, que també havien demostrat poder ser abatuts prèviament: a l'incident de l'any 1960 i durant la crisi dels míssils de Cuba. Per això els satèl·lits van esdevenir la forma preferencial de reconeixement, però tenien limitacions: els núvols o humitat podien obstruir els sensors i les rutes de vol són difícils d'alterar.

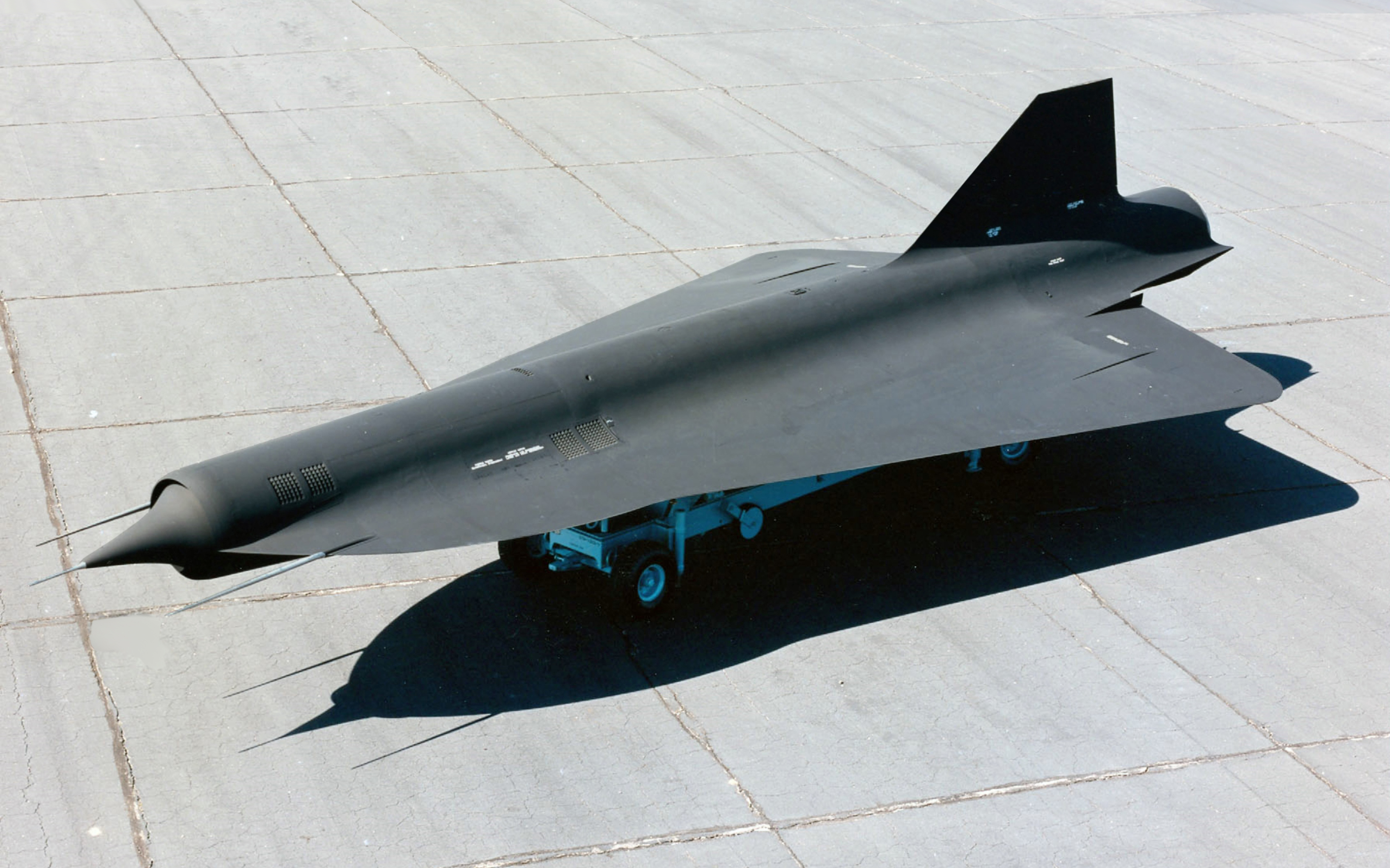
El complex D-21 Tagboard seria el primer de diferents models de dron de reconeixement estratègic.

El primer dron que es va dissenyar per a aquesta tasca va ser el D-21 Tagboard. Aquesta aeronau s'havia de desplegar des d'un avió convencional, inicialment un Lockheed A-12 i més endavant un Boeing B-52 Stratofortress. Un cop a l'aire, seguiria una ruta preprogramada fent fotografies a velocitats de més de Mach 3 de forma autònoma i acabada la missió ejectaria el carret fotogràfic i s'estavellaria. El sistema va acabar funcionant el 1969, tot i haver causat un mort en un accident durant el llançament l'any 1966, però l'elevada complexitat va fer que es desestimés el 1971. Simultàniament, l'aparició de càmeres que transmetien la imatge en temps real generava més interès pels UAVs de llarga autonomia.
A mitjans dels 70, Boeing va desenvolupar un dron amb configuració de planador i una envergadura de 27,4 m: el Boeing YQM-94. Aquest model era prou gran com per dur una antena de comunicacions per satèl·lit i, tot i que no va entrar mai en fase de producció, va servir de base pels drons de reconeixement posteriors. Durant els anys 80 la DARPA va patrocinar diferents programes d'UAVs de llarga autonomia: el Condor de Boeing, l'Amber IV de Leading Systems, el Gnat de General Atomics i l'EVER d'E-System. El 1988 el departament de defensa dels EUA va establir els requeriments d'un UAV amb una autonomia de 48 hores i 1.000 milles.

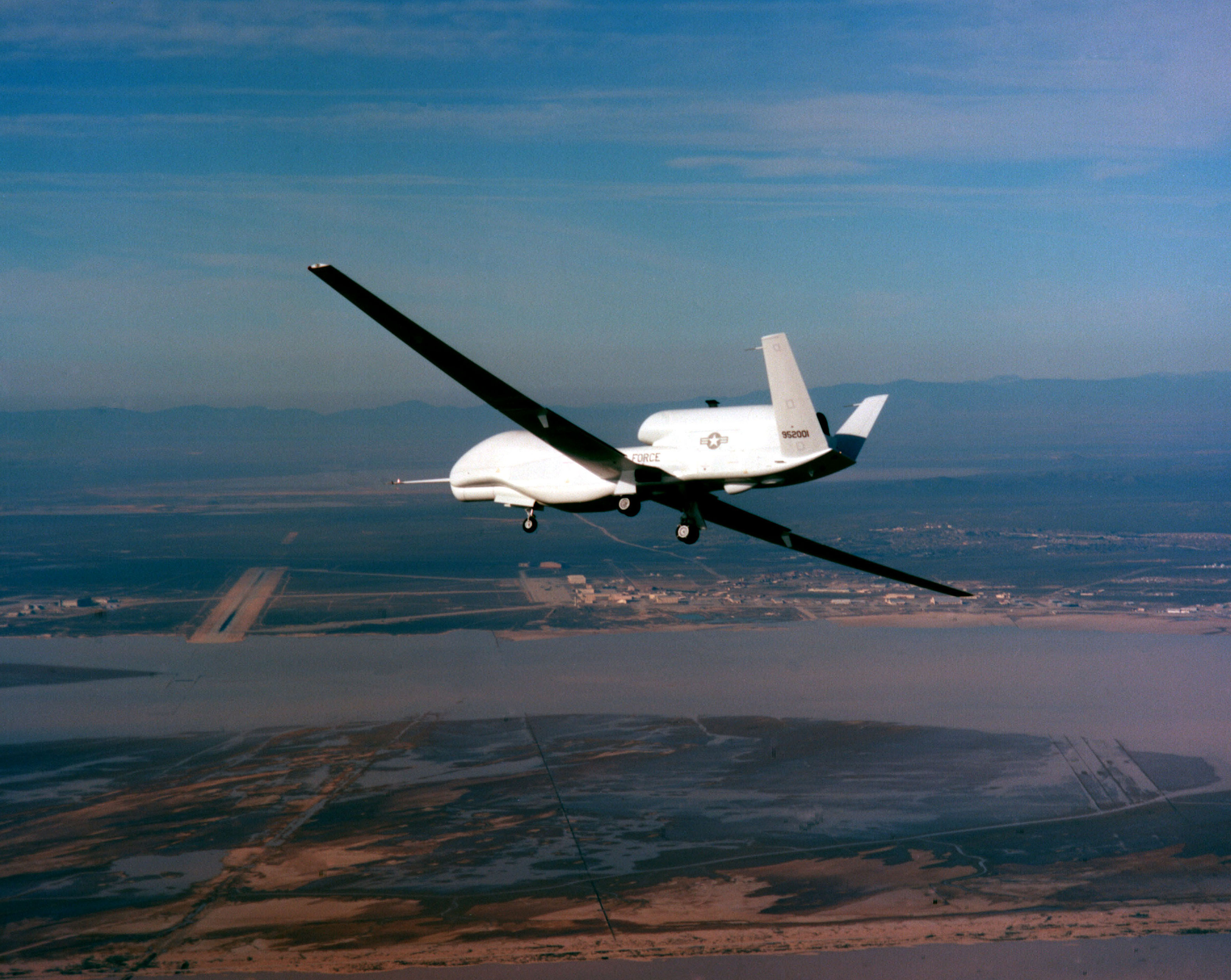
Un RQ-4 Global Hawk sobrevolant la Base de la Força Aèria Edwards durant el seu primer vol, el 28 de febrer del 1998.

A curt termini aquests programes van tenir un impacte menor, ja que generalment es tardava una dècada entre l'adjudicació del contracte i la fabricació del dron. Amb l'esclat de les Guerres de Iugoslàvia el Pentàgon va veure la necessitat d'un UAV per controlar els esdeveniments. Com que l'estructura burocràtica del departament de defensa n'hagués ralentitzat la posada en servei, van recórrer a la CIA. L'encàrrec es va acabar adjudicant a General Atomics que havia comprat l'empresa Leading Systems, que havia fet fallida però mantenia tecnologia puntera en drons. El primer model entraria en servei l'any 1994 i s'anomenaria Gnat-750, que acabaria esdevenint l'RQ-1 Predator.
Simultàniament, la CIA i USAF també van col·laborar en el desenvolupament d'un vehicle aeri no tripulat indetectable que pogués operar en territori defensat per míssils terra-aire. Aquest sistema es va anomenar Tier 3 però aviat va ser cancel·lat per les preocupacions pressupostàries. El 1994 aquest programa es va dividir en dos: el Tier 2+, un dron amb una gran autonomia de vol, i el Tier 3-, un model més petit però indetectable. El contracte pel Tier 3- es va adjudicar a Lockheed Martin i acabaria resultant en el dron RQ-3 DarkStar, que començaria els vols de prova el 1996 però s'acabaria cancel·lant el 1999. El contracte pel Tier 2+ es va adjudicar a Teledyne-Ryan, posteriorment absorbida per Northrop Grumman, i acabaria convertint-se en el Global Hawk.
L'RQ-4 volaria pel primera vegada el 28 febrer del 1998, durant 56 minuts i assolint una alçada de gairebé 10.000 metres. Després de múltiples proves als prototips, un contracte de producció es va adjudicar a Northrop Grumman el juny del 2001. A causa dels atemptats de l'11 de setembre de 2001, de forma excepcional, els prototips van entrar en servei i es van fer servir per dur a terme el reconeixement previ a les invasions de l'Afganistan i l'Iraq.